# Золотой кубок КОНКАКАФ
Золотой кубок КОНКАКАФ (англ. CONCACAF Gold Cup, исп. Copa Oro de CONCACAF) — главный футбольный турнир национальных сборных стран, входящих в КОНКАКАФ. Проводится каждые два года. До 1991 года назывался Чемпионат наций КОНКАКАФ (исп. Copa de Naciones de CONCACAF).
Первое соревнование для национальных сборных региона прошло в 1963 году в Сальвадоре. С 1973 по 1989 год турнир проводился в качестве финала квалификационного турнира на чемпионат мира. В 1991 году КОНКАКАФ возродило турнир под нынешним названием. Золотой кубок неизменно проходит в США, и дважды совместно с ними кубок проводила Мексика. В турнирах с 1996 по 2005 год участвовали приглашённые команды из Южной Америки, Африки и Азии.

## История
До формирования в 1961 году КОНКАКАФ, которое стало результатом слияния Футбольной конфедерации Центральной Америки и Карибских островов (Confederación Centroamericana y del Caribe de Fútbol (CCCF)) и Североамериканской футбольной конфедерации (North American Football Confederation (NAFC)), каждая из конфедераций проводили свой турнир для национальных сборных. CCCF провела с 1941 по 1961 год 10 турниров, в которых семь раз первенствовала Коста-Рика и по одному разу — Сальвадор, Панама и Гаити. NAFC провела два турнира, оба раза победила Мексика, лучшим бомбардиром турнира является Хавьер Эрнандес, забивший в 10 матчах 11 голов.
В 1963 году новый объединённый турнир был назван Чемпионат наций КОНКАКАФ (Copa de Naciones de CONCACAF), первый розыгрыш прошёл в Сальвадоре. Турнир проходил каждые два года. В 1973 году турнир стал также региональным финалом квалификационного турнира на чемпионат мира. В таком виде прошли ещё два турнира: в 1977 и 1981 годах. В 1985 и 1989 году финальный турнир не проводился вовсе, чемпионом КОНКАКАФ объявлялся победитель квалификационного турнира, однако никакого трофея не вручалось.
В 1991 году чемпионат был возрождён под названием Золотой кубок КОНКАКАФ. С тех пор его обладателями становились: десять раз Мексика, семь раз США и один раз Канада.

## Формат
В турнире участвуют 12 команд: три представителя Северной Америки (Канада, Мексика, США) проходят без квалификации; пять представителей Центральной Америки определяются на Центральноамериканском кубке (Copa Centroamericana); четыре представителя Карибского бассейна определяются на Карибском кубке (Caribbean Nations Cup). Команды разбиты на три группы по четыре команды, в плей-офф выходят две лучших команды из каждой группы и две лучших команды из занявших третьи места.

## Призёры
| Чемпионат наций КОНКАКАФ                                                     | Чемпионат наций КОНКАКАФ | Чемпионат наций КОНКАКАФ | Чемпионат наций КОНКАКАФ | Чемпионат наций КОНКАКАФ         | Чемпионат наций КОНКАКАФ | Чемпионат наций КОНКАКАФ |
| Год                                                                          | Место проведения         |                          | Финальная группа         | Финальная группа                 | Финальная группа         | Финальная группа         |
| Год                                                                          | Место проведения         | Чемпион                  | 2-е место                | 3-е место                        | 4-е место                |                          |
| ---------------------------------------------------------------------------- | ------------------------ | ------------------------ | ------------------------ | -------------------------------- | ------------------------ | ------------------------ |
| 1963 Обзор                                                                   | Сальвадор                | Коста-Рика               | Сальвадор                | Нидерландские Антильские острова | Гондурас                 |                          |
| 1965 Обзор                                                                   | Гватемала                | Мексика                  | Гватемала                | Коста-Рика                       | Сальвадор                |                          |
| 1967 Обзор                                                                   | Гондурас                 | Гватемала                | Мексика                  | Гондурас                         | Тринидад и Тобаго        |                          |
| 1969 Обзор                                                                   | Коста-Рика               | Коста-Рика               | Гватемала                | Нидерландские Антильские острова | Мексика                  |                          |
| 1971 Обзор                                                                   | Тринидад и Тобаго        | Мексика                  | Гаити                    | Коста-Рика                       | Куба                     |                          |
| Чемпионат наций КОНКАКАФ и финал квалификационного турнира на чемпионат мира |                          |                          |                          |                                  |                          |                          |
| 1973 Обзор                                                                   | Гаити                    |                          | Гаити                    | Тринидад и Тобаго                | Мексика                  | Гондурас                 |
| 1977 Обзор                                                                   | Мексика                  | Мексика                  | Гаити                    | Сальвадор                        | Канада                   |                          |
| 1981 Обзор                                                                   | Гондурас                 | Гондурас                 | Сальвадор                | Мексика                          | Канада                   |                          |

| Финальная группа квалификационного турнира на чемпионат мира | Финальная группа квалификационного турнира на чемпионат мира | Финальная группа квалификационного турнира на чемпионат мира | Финальная группа квалификационного турнира на чемпионат мира | Финальная группа квалификационного турнира на чемпионат мира | Финальная группа квалификационного турнира на чемпионат мира |
| Год                                                          |                                                              | Чемпион                                                      | 2-е место                                                    | 3-е место                                                    | 4-е место                                                    |
| ------------------------------------------------------------ | ------------------------------------------------------------ | ------------------------------------------------------------ | ------------------------------------------------------------ | ------------------------------------------------------------ | ------------------------------------------------------------ |
| 19851 Обзор                                                  | Канада                                                       | Гондурас                                                     | Коста-Рика                                                   |                                                              |                                                              |
| 1989 Обзор                                                   | Коста-Рика                                                   | США                                                          | Тринидад и Тобаго                                            | Гватемала                                                    |                                                              |

| Золотой кубок | Золотой кубок             | Золотой кубок | Золотой кубок   | Золотой кубок | Золотой кубок          | Золотой кубок  | Золотой кубок      | Золотой кубок     | Золотой кубок     |
| Год           | Место проведения          |               | Финал           | Финал         | Финал                  |                | Матч за 3-е место  | Матч за 3-е место | Матч за 3-е место |
| Год           | Место проведения          | Чемпион       | Счёт            | Финалист      | 3-е место              | Счёт           | 4-е место          |                   |                   |
| ------------- | ------------------------- | ------------- | --------------- | ------------- | ---------------------- | -------------- | ------------------ | ----------------- | ----------------- |
| 1991 Обзор    | США                       | США           | 0:0 (пен. 4:3)  | Гондурас      | Мексика                | 2:0            | Коста-Рика         |                   |                   |
| 1993 Обзор    | США · Мексика             | Мексика       | 4:0             | США           | Коста-Рика Ямайка      | 1:1 доп. время | 2                  |                   |                   |
| 1996 Обзор    | США                       | Мексика       | 2:0             | Бразилия      | США                    | 3:0            | Гватемала          |                   |                   |
| 1998 Обзор    | США                       | Мексика       | 1:0             | США           | Бразилия               | 1:0            | Ямайка             |                   |                   |
| 2000 Обзор    | США                       | Канада        | 2:0             | Колумбия      | Перу Тринидад и Тобаго | 3              |                    |                   |                   |
| 2002 Обзор    | США                       | США           | 2:0             | Коста-Рика    | Канада                 | 2:0            | Республика Корея   |                   |                   |
| 2003 Обзор    | США · Мексика             | Мексика       | 1:0 золотой гол | Бразилия      | США                    | 3:2            | Коста-Рика         |                   |                   |
| 2005 Обзор    | США                       | США           | 0:0 (п. 3:1)    | Панама        | Гондурас Колумбия      | 3              |                    |                   |                   |
| 2007 Обзор    | США                       | США           | 2:1             | Мексика       | Канада Гваделупа4      | 3              |                    |                   |                   |
| 2009 Обзор    | США                       | Мексика       | 5:0             | США           | Гондурас Коста-Рика    | 3              |                    |                   |                   |
| 2011 Обзор    | США                       | Мексика       | 4:2             | США           | Гондурас Панама        | 3              |                    |                   |                   |
| 2013 Обзор    | США                       | США           | 1:0             | Панама        | Гондурас Мексика       | 3              |                    |                   |                   |
| 2015 Обзор    | США · Канада              | Мексика       | 3:1             | Ямайка        | Панама                 | 1:1 (п. 3:2)   | США                |                   |                   |
| 2017 Обзор    | США                       | США           | 2:1             | Ямайка        | Коста-Рика Мексика     | 3              |                    |                   |                   |
| 2019 Обзор    | США · Коста-Рика · Ямайка | Мексика       | 1:0             | США           | Гаити Ямайка           | 3              |                    |                   |                   |
| 2021 Обзор    | США                       | США           | 1:0             | Мексика       | Канада Катар           | 3              |                    |                   |                   |
| 2023 Обзор    | США · Канада              | Мексика       | 1:0             | Панама        | США Ямайка             | 3              |                    |                   |                   |
| 2025 Обзор    | США · Канада              |               | Мексика         | 2:1           | США                    |                | Гондурас Гватемала | 3                 |                   |

Приглашённые команды выделены курсивом.

## Достижения сборных команд
| Страна                           | Чемпион                                                                           | Вице-чемпион                                 | Бронзовый призёр                       |
| -------------------------------- | --------------------------------------------------------------------------------- | -------------------------------------------- | -------------------------------------- |
| Мексика                          | 13 (1965, 1971, 1977, 1993, 1996, 1998, 2003, 2009, 2011, 2015, 2019, 2023, 2025) | 3 (1967, 2007, 2021)                         | 5 (1973, 1981, 1991, 2013, 2017)       |
| США                              | 7 (1991, 2002, 2005, 2007, 2013, 2017, 2021)                                      | 7 (1989, 1993, 1998, 2009, 2011, 2019, 2025) | 3 (1996, 2003, 2023)                   |
| Коста-Рика                       | 3 (1963, 1969, 1989)                                                              | 1 (2002)                                     | 6 (1965, 1971, 1985, 1993, 2009, 2017) |
| Канада                           | 2 (1985, 2000)                                                                    | —                                            | 3 (2002, 2007, 2021)                   |
| Гондурас                         | 1 (1981)                                                                          | 2 (1985, 1991)                               | 2 (1967, 2025)                         |
| Гаити                            | 1 (1973)                                                                          | 2 (1971, 1977)                               | 1 (2019)                               |
| Гватемала                        | 1 (1967)                                                                          | 2 (1965, 1969)                               | 1 (2025)                               |
| Панама                           | —                                                                                 | 3 (2005, 2013, 2023)                         | 2 (2011, 2015)                         |
| Ямайка                           | —                                                                                 | 2 (2015, 2017)                               | 3 (1993, 2019, 2023)                   |
| Сальвадор                        | —                                                                                 | 2 (1963, 1981)                               | 1 (1977)                               |
| Бразилия                         | —                                                                                 | 2 (1996, 2003)                               | 1 (1998)                               |
| Тринидад и Тобаго                | —                                                                                 | 1 (1973)                                     | 2 (1989, 2000)                         |
| Колумбия                         | —                                                                                 | 1 (2000)                                     | 1 (2005)                               |
| Нидерландские Антильские острова | —                                                                                 | —                                            | 2 (1963, 1969)                         |
| Перу                             | —                                                                                 | —                                            | 1 (2000)                               |
| Гваделупа                        | —                                                                                 | —                                            | 1 (2007)                               |
| Катар                            | —                                                                                 | —                                            | 1 (2021)                               |